# Tonayán
Tonayán es una localidad del estado mexicano de Veracruz. Es cabecera del municipio de Tonayán.

## Demografía
| Censo | Población |
| ----- | --------- |
| 1900  | 642       |
| 1910  | 547       |
| 1921  | 572       |
| 1930  | 634       |
| 1940  | 649       |
| 1950  | 644       |
| 1960  | 737       |
| 1970  | 781       |
| 1980  | 1184      |
| 1990  | 1164      |
| 1995  | 1209      |
| 2000  | 1162      |
| 2005  | 1264      |
| 2010  | 1446      |
| 2020  | 1456      |